# (7085) 1991 PE
(7085) 1991 PE (1991 PE, 1986 TE1) — астероїд головного поясу, відкритий 5 серпня 1991 року.
Тіссеранів параметр щодо Юпітера — 3,172.